# Metagonia suzanne
Metagonia suzanne is een spinnensoort uit de familie trilspinnen (Pholcidae). De soort komt voor in Mexico.